# Jenni Muldaur
Jenni Muldaur (* 29. března 1965 Boston) je americká zpěvačka. Je dcerou hudebníka Geoffa Muldaura a zpěvačky Marie Muldaur. Svou profesionální kariéru zahájila v osmdesátých letech jako zpěvačka doprovodných vokálů ve skupině kytaristy a zpěváka Todda Rundgrena. Během své pozdější kariéry spolupracovala s mnoha dalšími hudebníky, mezi které patří Eric Clapton, Marianne Faithfullová, John Cale, Meat Loaf nebo Rufus Wainwright.

## Diskografie

### Sólová
- Jenni Muldaur (1992)
- Dearest Darlin' (2010)

### Ostatní
- Is Having a Wonderful Time (Geoff Muldaur, 1975)
- Strange Language (Debora Iyall, 1986)
- Nearly Human (Todd Rundgren, 1989)
- 2nd Wind (Todd Rundgren, 1991)
- Rush (Eric Clapton, 1992)
- Blink of an Eye (Michael McDonald, 1993)
- Kamakiriad (Donald Fagen, 1993)
- Last Day on Earth (John Cale a Bob Neuwirth, 1994)
- In Love (Jazz Passengers, 1994)
- Fanning the Flames (Maria Muldaur, 1996)
- Vibe of Life (Reiss, 1998)
- Federico García Lorca: De Granada a La Luna (různí / John Cale, 1998)
- Social Studies (Loudon Wainwright III, 1999)
- Geoff Muldaur & Amos Garrett (Geoff Muldaur a Amos Garrett, 2001)
- Blues Boy (Geoff Muldaur, 2001)
- Rough Dreams (Shivaree, 2002)
- Danny Weizmann (Danny Weizmann, 2002)
- Want One (Rufus Wainwright, 2003)
- 5 Tracks (John Cale, 2003)
- Private Astronomy: A Vision of the Music of Bix Beiderbecke (Geoff Muldaur's Futuristic Ensemble, 2003)
- Want Two (Rufus Wainwright, 2004)
- Separate Ways (Teddy Thompson, 2005)
- No Wish to Reminisce (Neal Casal, 2006)
- Upfront & Down Low (Teddy Thompson, 2007)
- Release the Stars (Rufus Wainwright, 2007)
- The Movie (Clare & The Reasons, 2007)
- Hourglass (Dave Gahan, 2007)
- Versatile Heart (Linda Thompson, 2007)
- It's a Condition / Strange Language (Romeo Void a Debora Iyall, 2007)
- Yes We Can! (Maria Muldaur, 2008)
- A Piece of What You Need (Teddy Thompson, 2008)
- Easy Come, Easy Go (Marianne Faithfullová, 2008)
- Ode to Bartleby (Dirty Elegance, 2008)
- Nobody's Daughter (Hole, 2010)
- Ride, Rise, Roar (David Byrne, 2011)
- Horses and High Heels (Marianne Faithfullová, 2011)
- Bella (Teddy Thompson, 2011)
- Steady Love (Maria Muldaur, 2011)
- Out of the Game (Rufus Wainwright, 2012)
- The Ballad of Boogie Christ Act I (Joseph Arthur, 2013)
- The Ballad of Boogie Christ Act II (Joseph Arthur, 2013)
- Won't Be Long Now (Linda Thompson, 2013)
- Afterglow (Marcellus Hall & The Hostages, 2013)
- Kirtan Wallah (Krishna Das, 2014)
- Sorrows & Promises: Greenwich Village in the 1960s (Richard Barone, 2017)